# Saundersiops oculatus
Saundersiops oculatus är en tvåvingeart som beskrevs av Charles Howard Curran 1947. Saundersiops oculatus ingår i släktet Saundersiops och familjen parasitflugor.
Artens utbredningsområde är Ecuador. Inga underarter finns listade i Catalogue of Life.